# Бассейновый реактор

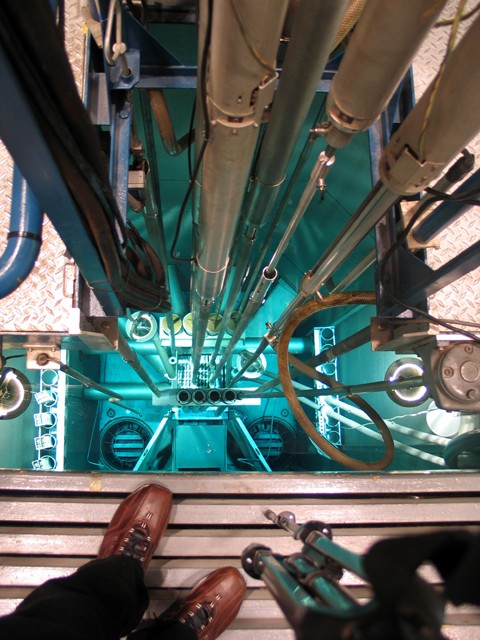
Реактор PULSTAR штата Северная Каролина представляет собой исследовательский реактор бассейнового типа мощностью 1 МВт с топливом стержневого типа с обогащением 4 %, состоящим из таблеток UO_{2} в оболочке из циркалоя

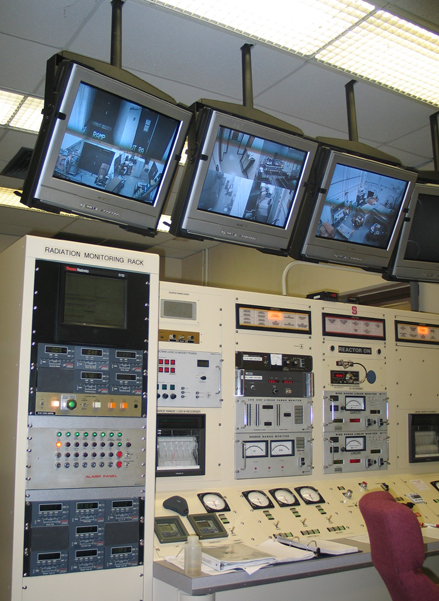
Комната управления ядерным реактором PULSTAR

Бассейновый реактор (также реактор бассейнового типа) — тип ядерного реактора, в котором активная зона (состоящая из топливных элементов и регулирующих стержней) погружена в открытый бассейн, обычно с водой, которая выполняет функцию замедлителя: вода действует как замедлитель нейтронов, хладагент и радиационная защита. Слой воды непосредственно над активной зоной реактора настолько сильно экранирует излучение, что операторы могут безопасно работать непосредственно над реактором. 
Эта конструкция имеет два основных преимущества: реактор легко доступен, и вся система охлаждения первого контура, т. е. вода в бассейне, находится под нормальным давлением. Это позволяет избежать высоких температур и больших давлений, характерных для большинства атомных электростанций. 
Бассейновые реакторы используются в качестве источника нейтронов и для обучения, а в редких случаях — для получения тепла, но не для производства электроэнергии.

## Описание
Открытый бассейн имеет глубину от 6 до 9 м и диаметр от 1,8 до 3,6 м. Некоторые бассейны, например, на реакторе Canadian MAPLE, имеют прямоугольную форму и содержат до 416 т воды. Большинство бассейнов возвышаются над уровнем пола, но некоторые полностью или частично находятся под землей. Существуют  реакторы с обычной (легкой) водой и с тяжелой водой, а также так называемые конструкции «бак в бассейне», в которых для замедления используется тяжелая вода в небольшом резервуаре, расположенном в большом бассейне с обычной водой. Вокруг объекта иногда размещают спасательные средства для персонала, который может упасть в бассейн, что еще больше усиливает впечатление плавательного бассейна.
Обычно реактор загружается низкообогащенным урановым (НОУ) топливом, с содержанием урана-235 не более 20%, легированного матрицей, такой как алюминий или цирконий. Высокообогащенный уран (ВОУ) более предпочтителен, поскольку имел более длительный срок службы, но в невоенных реакторах он не использовался, чтобы избежать проблем с распространением ядерных материалов. Чаще всего используется обогащение 19,75%, что чуть ниже уровня 20%, который считается минимальным уровнем для высокообогащенного урана. Топливными элементами могут быть пластины или стержни с содержанием урана от 8,5% до 45%. В активную зону могут быть добавлены блоки или пластины из бериллия и графита как отражатели нейтронов и поглощающие стержни, пронизывающие активную зону для регулирования мощности реактора. Компания General Atomics в Ла-Холья (Сан-Диего, Калифорния) производит топливные элементы реакторов TRIGA во Франции для большинства этих типов реакторов по всему миру. Охлаждение активной зоны осуществляется либо за счет конвекции, создаваемой горячей активной зоной, либо в более крупных реакторах за счет принудительного потока теплоносителя и теплообменников.
Отсеки для расположения предметов, подлежащих облучению, располагаются внутри активной зоны или в непосредственной близости от активной зоны. Образцы могут быть опущены в активную зону сверху или доставлены пневматически через горизонтальные трубы снаружи резервуара. Также могут быть установлены вакуумированные или заполненные гелием горизонтальные трубы для направления пучка нейтронов на мишени, расположенные на расстоянии от реакторного зала.

## Приложения
Большинство исследовательских реакторов относятся к бассейновому типу. Это, как правило, конструкции с низким энергопотреблением и низкими эксплуатационными расходами. Например, SLOWPOKE от AECL имеет лицензию на работу без присмотра до 18 часов. Нейтрон-захватная терапия — еще одно медицинское применение.

## Смотрите также
- Реактор с водой под давлением
- Реактор CANDU
- NRX
- TRIGA